# Smodicum dinellii
Smodicum dinellii är en skalbaggsart som beskrevs av Bruch 1911. Smodicum dinellii ingår i släktet Smodicum och familjen långhorningar.
Artens utbredningsområde är:
- Paraguay.
- Uruguay.

Inga underarter finns listade i Catalogue of Life.